# الک دولک
الک دو لک گونه‌ای بازی سنتی در ایران می‌باشد که با گسترش شهرها و کمبود فضای بازی و گسترش بازی‌های رایانه ای کم‌کم‌رو به فراموشی گذاشته‌است. در این بازی از دو تکه چوب که از شاخه درختان می‌باشد چوب بلندتر به طول حدود ۱/۲۰ متر بنام الک که در دست بازیکن قرار می‌گیرد و چوب کوچکتر حدود ۲۰ سانتیمتر که دو لک نامیده می‌شود و روی دو تکه سنگ با فاصله حدود ۱۵ سانتیمتر قرار می‌گیرد که بازیکن با چوب بلندتر از زیر به چوب کوتاه‌تر ضربه زده و آنرا به بالا پرتاب کرده و با ضربه دوم هرچه توان دارد آنرا باید به مسافت دورتری پرتاب نماید و اگر بازیکنان حریف بتوانند در هوا دو لک را دریافت کنند بازیکن پرتاب کننده از بازی خارج می‌شود و باید بازیکن دیگری از تیم مقابل پرتاب نماید و اگر دو لک بر زمین بیافتد بازیکنان مقابل آنرا باید بادست به طرف محل پرتاب بیاندازند و بازیکن دارای الک هم سعی دارد که با زدن ضربه نگذارد دولک به سنگ‌هایی که روی آن قرار داشتند برخورد کند که اگر برخورد کند بازیکن مهاجم از بازی خارج می‌شود و اگر بازیکن مهاجم در بین زمانی که مدافع دو لک را به سمت سنگها رها می‌کند بتواند دو لک را در هوا بزند فاصله بین محل پرتاب تا زمین‌خوردن چوب دو لک محاسبه شده و بعنوان جریمه تیم مدافع محسوب شده و باید در آخر بازی بعنوان جریمه تیم بازنده به تیم برنده کولی دهد.